# Rupia (muziekformatie)
Rupia, aanvankelijk ROEPIA, is een in Nederland opgerichte muziekgroep bestaande uit van oorsprong Javaanse Surinamers. De band werd in 1986 opgericht en heeft in haar bestaan wisselende samenstellingen gekend, met in de gelederen onder meer Ragmad en Aidah Amatstam. De formatie treedt op in Nederland en Suriname.

## Achtergrond
De band werd in 1986 opgericht als ROEPIA, wat een acroniem is van de oprichtende de leden Ragmad Amatstam, Oesje Soekatma, Eddy Assan, Pasaribu, Igi en Ardjiet. De naam werd gewijzigd in Rupia nadat er allerlei wisselingen waren geweest. Rupia was opnieuw een acroniem, deze keer van Real United People in Action.
Na jarenlang vooral in Nederland te hebben opgetreden, vertrok de groep in 1995 voor enkele shows naar Suriname. Voor meerdere musici betekende dit een terugkeer naar het land waar het begonnen was. Dit inspireerde groepslid Ngoesman (Oesje) Soekatma een jaar later tot de release van de cd Botja desa.
Twintig jaar na de oprichting verliet Ragmad Amatstam de groep nadat hij door een hersenbloeding aan een zijde verlamd was geraakt. Hij werd toen opgevolgd door Gerold Limon, die aanbleef tot zijn dood in 2016. In 2012 voegde Ragmads zus Aidah Amatstam zich als zangeres bij de groep; zij zong tot dan toe voor South South West in Suriname.
De groep trad ook op als begeleidingsband van Soekatma en Ilse Setroredjo, zoals tijdens het jubileum in 2016.